# Bogserbåten Leif

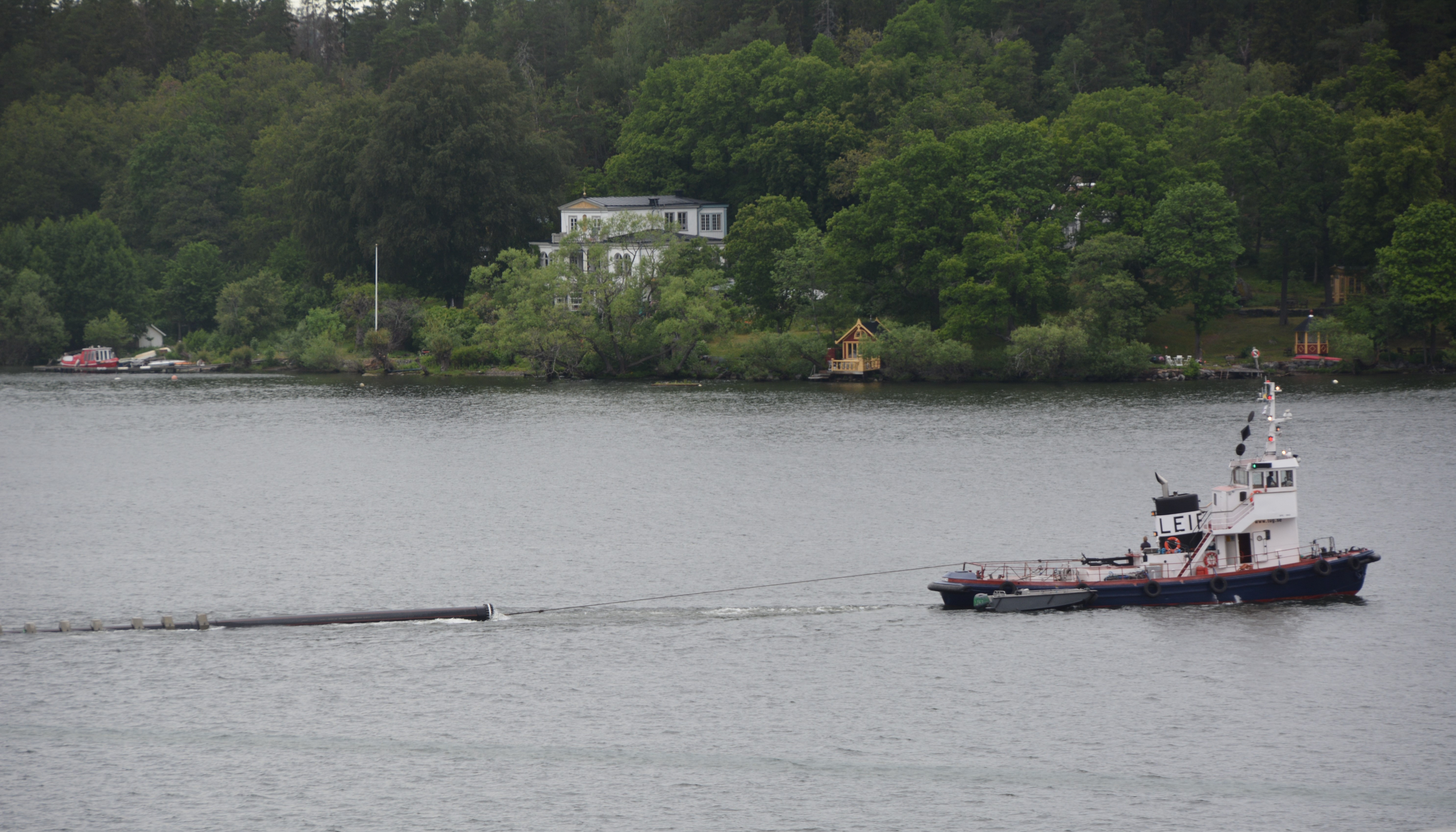
Bogserbåten Leif bogserar en lång rörledning på Mälaren

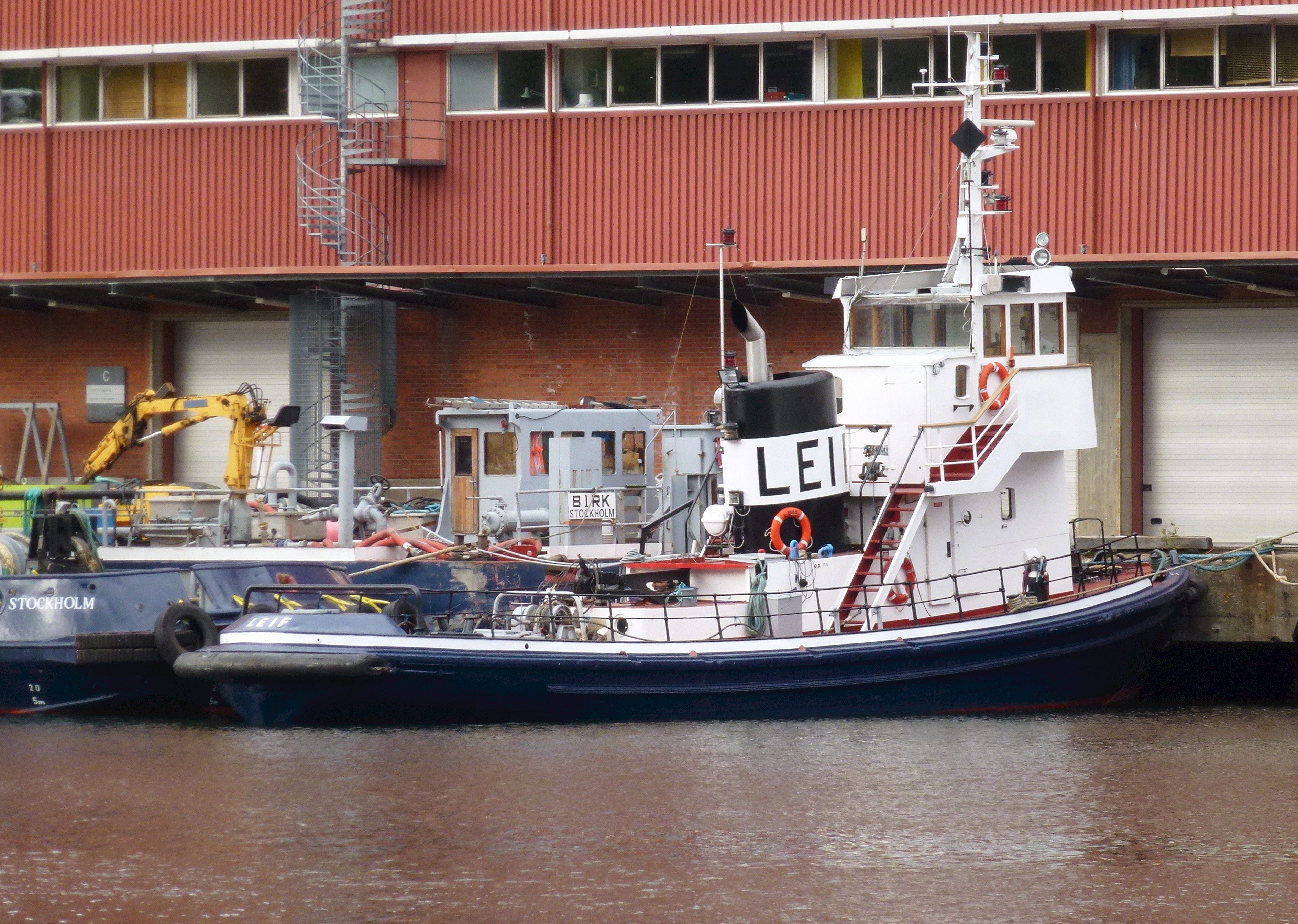
Bogserbåten Leif vid Gäddviken 2013

Leif är en  bogserbåt som byggdes 1946 på Lödöse varv i Lödöse.  Fartyget såldes  år 1994 till Marin & Haverikonsult i Stockholm.  Sedan april 2013 är företagets bogserbåtar stationerade i Svindersviken nedanför Gäddviken.

## Historik

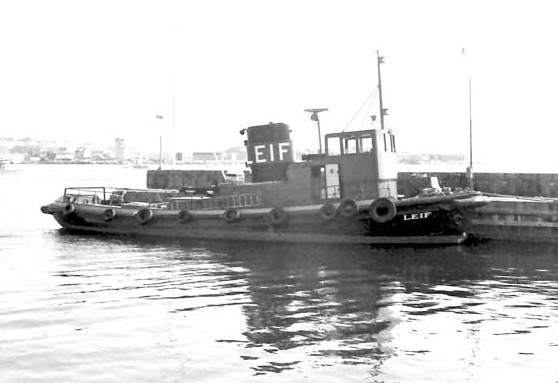
Leif på 1950-talet i Göteborg.

Leif hette i början  Nora och  levererades 1946 till Götaverken, som var beställare.  Fartyget användes av Götaverken för bogseringar och transport av varvets arbetare.  År 1954 övertogs hon av Göteborgs Bogserings & Bärgnings AB, som döpte om henne till Leif.  1977 övertogs  Leif av Broström AB (Neptun-Röda Bolaget) och 1984 av Scandinavian Towage & Salvage AB. Tre år senare var hon åter tillbaka till Röda Bolaget. 
Fartyget råkade ut för ett haveri av okänt slag och såldes 1994 i skadat skick för 10 000 kr till Marin & Haverikonsult. Efter att ha legat några år i Hammarbyhamnen flyttades hon tillsammans med sina systerfartyg till Svindersviken, nedanför Operans/Dramatens dekorateljéer.
Strax efter millennieskiftet gjordes överbyggnaden om. Styrhytten lyftes av för att ge plats för en ny överbyggnad med pentry och plats för besättningen. 
Detta syns mycket väl vid jämförelse av fotona på fartyget.
Den gamla styrhytten lyftes sedan på plats uppe på den nybyggda underdelen. Ombyggnaden avslutades med nya lejdare och bryggvingar i aluminium.
Höjningen av styrhytten gav väsentligt förbättrad överblick från bryggan.
Arbetet med överbyggnad och styrhytt utfördes av en konsultfirma vid fartygets kajplats i södra hammarbyhamnen.
Samtidigt med dessa arbeten gick man även igenom originalmotorn av fabrikat Ruston & Hornsby, vilken försågs med nya gjutna lager.

## Skeppsdata
- Material skrov: Stål

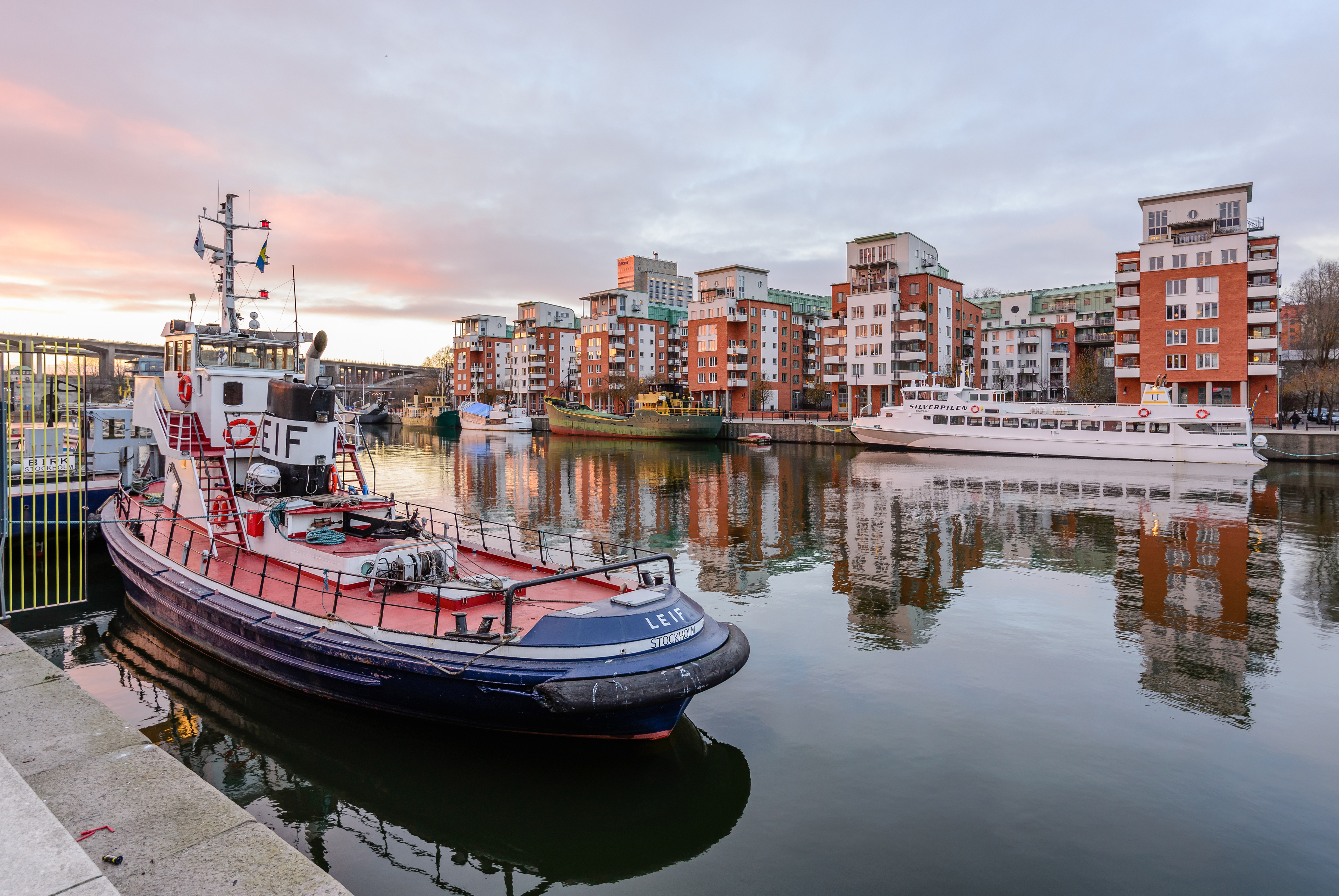
Leif i Hammarbykanalen 2015.

- Mått (längd x bredd): 20,34 x 6,10 meter
- Maskin:  2 x Scania DSI12, 665 kW med katalytisk avgasrening. Ursprungsmaskin Ruston & Hornsby 8  cylindrig radmotor på 700hkr.
- Dragkraft: 9,8 ton